# Otto Liebe
Carl Julius Otto Liebe (24. května 1860, Kodaň – 21. března 1929, Kodaň), dánský právník a politik, zastával v roce 1920 po dobu několika dní funkci předsedy vlády Dánska.

## Životopis
Otto Liebe se narodil dne 24. května 1860 v Kodani. Jeho rodiči byli Carl Christian Vilhelm Liebe a Anna Sophy Pedersen. Jeho otec byl prominentním právníkem a politikem. Liebe v roce 1877 dokončil Metropolitanskolen a v roce 1882 získal titul candidatus juris na Kodaňské univerzitě. V letech 1910 až 1919 působil jako předseda dánské advokátní komory.
V roce 1920 byl Liebe jmenován králem Kristiánem X. po odvolání premiéra Carla Theodora Zahleho do funkce předsedy vlády Zahle byl odvolán kvůli králově nespokojenosti s množstvím půdy postoupené Dánsku na základě šlesvických plebiscitů. Toto využití královy pravomoci, jež mu dávala dánská ústava, vedlo k Velikonoční krizi. Otto Liebe byl po pěti dnech ve funkci nahrazen Michaelem Pedersenem Friisem. Tato událost vedla v roce 1920 k revizi dánské ústavy.

## Vyznamenání
- rytíř Řádu Dannebrog – 1900[1]
- komtur Řádu Dannebrog – 1917[1]
- komtur I. třídy Řádu Dannebrog – 1920[1]
- velkokříž Řádu Dannebrog – 1927[1]